# Vicente Antônio do Espírito Santo
Vicente Antônio do Espírito Santo (1850 — 17 de dezembro de 1907) foi um político brasileiro. Exerceu o mandato de deputado federal constituinte pelo Pernambuco em 1891.